# Thyrosticta confluens
Thyrosticta confluens är en fjärilsart som beskrevs av Charles Oberthür 1893. Thyrosticta confluens ingår i släktet Thyrosticta och familjen björnspinnare. Inga underarter finns listade i Catalogue of Life.